# Marcel Canadi
Marcel Canadi (sinh ngày 27 tháng 10 năm 1997) là một cầu thủ bóng đá người Áo. Anh thi đấu cho SC Austria Lustenau.

## Sự nghiệp câu lạc bộ
Anh ra mắt tại Giải bóng đá hạng nhất quốc gia Áo cho SC Austria Lustenau vào ngày 8 tháng 9 năm 2017 trong trận đấu trước TSV Hartberg.

## Đời sống cá nhân
Bố của anh, Damir Canadi là một cựu cầu thủ và hiện tại là huấn luyện viên bóng đá.